# تشانغ يي (مغنية)
تشانغ يي (بالصينية: 张也) هي مغنية صينية، ولدت في 28 مايو 1968 في فوجيان في الصين.

## وصلات خارجية
- تشانغ يي على موقع IMDb (الإنجليزية)
- تشانغ يي على موقع ميوزك برينز (الإنجليزية)